# (31550) 1999 DT7
1999 DT7 (asteroide 31550) é um asteroide da cintura principal. Possui uma excentricidade de 0.02328630 e uma inclinação de 7.08950º.
Este asteroide foi descoberto no dia 18 de fevereiro de 1999 por LONEOS em Anderson Mesa.